# Maciej Dowbor
Maciej Dowbor (ur. 22 grudnia 1978 w Toruniu) – polski dziennikarz i prezenter telewizyjny. W latach 2005–2024 współpracownik Telewizji Polsat, od 2024 współpracownik TVN.

## Nauka
Ukończył naukę w Liceum Ogólnokształcącym im. I Dywizji Kościuszkowskiej w Piasecznie. Studiował dziennikarstwo na Wydziale Dziennikarstwa i Nauk Politycznych Uniwersytetu Warszawskiego oraz na AWF w Warszawie.

## Kariera medialna
Karierę medialną rozpoczął od stażu w radiowej Trójce, w której później był wydawcą i prowadził serwis sportowy Departament Sportu (w latach 1999–2001). Następnie rozpoczął pracę w Grupie TVN w charakterze prezentera i redaktora sekcji sportowej oraz sportowego wydania Faktów. Na początku 2002 podjął pracę w Telewizji Polskiej, dla której prowadził Studio Igrzysk Olimpijskich w Salt Lake City oraz studio Mistrzostw Świata w Piłce Nożnej 2002 Korea – Japonia, a także współprowadził poranny program Pytanie na śniadanie w TVP2.
W 2005 został prezenterem telewizji Polsat, dla której prowadził reality show Granice strachu (2005), magazyn reporterski Interwencja Extra (2006), magazyny rozrywkowe: Przereklamowani, Wysportowani i Światowe Rekordy Guinnessa, programy o tematyce sportowej: BMW Sauber Pit Lane Park, Studio Formuły 1 i Redbull AirRace oraz taneczny program Got to Dance. Tylko taniec. Oprócz tego współprowadził: cotygodniowy magazyn kulturalny Się kręci (2007–2017) i program rozrywkowy Twoja twarz brzmi znajomo (2014–2024). Zajął drugie miejsce w programie rozrywkowym Showtime (2006) i uczestniczył w pierwszej edycji programu Celebrity Splash! (2015), z którego wycofał się wskutek urazu górnego odcinka kręgosłupa. W czerwcu 2024 poinformował o zakończeniu współpracy z telewizją Polsat.
Od kwietnia 2015 do sierpnia 2024 był prezenterem radia RMF FM, dla którego prowadził audycję Rozmowy w biegu i współprowadził (z Danielem Dykiem) weekendowy program poranny Wolno wstać. W sierpniu 2024 wrócił do telewizji TVN, gdzie współprowadzi (z Sandrą Hajduk-Popińską) program śniadaniowy Dzień dobry TVN. Wiosną 2025 był prowadzącym programu tanecznego TVN You Can Dance – Po prostu tańcz!.

## Kariera sportowa
W 2004 wystąpił w bramce drużyny Aktorów w meczu piłki nożnej „Aktorzy – Skoczkowie narciarscy”, wygranym przez aktorów 4:2.
Trenuje triathlon. 7 lipca 2012 ukończył Herbalife Triathlon Susz na dystansie Half Ironman (1,9 km pływanie, 90 km rower, 21,1 km bieg) z czasem 5 godzin i 24 minuty.

## Życie prywatne
Jest synem prezenterki telewizyjnej Katarzyny Dowbor i profesora nauk matematycznych Piotra Dowbora.
Jest mężem Joanny Koroniewskiej, z którą ma dwie córki: Janinę (ur. 13 sierpnia 2009) i Helenę (ur. 10 lutego 2018).